# Lozna (Sălaj)
Lozna è un comune della Romania di 1 060 abitanti, ubicato nel distretto di Sălaj, nella regione storica della Transilvania. 
Il comune è formato dall'unione di 5 villaggi: Cormeniș, Lozna, Preluci, Valea Leșului, Valea Loznei.
Interessante la chiesa lignea di San Demetrio (Sf. Dumitru), costruita nel 1813.